# Eskadron gusar letutjikh
Eskadron gusar letutjikh (russisk: Эскадрон гусар летучих) er en sovjetisk spillefilm fra 1980 af Nikita Khubov og Stanislav Rostotskij.

## Medvirkende
- Andrej Rostotskij som Denis Davydov
- Marina Sjimanskaja som Catherine
- Lidija Kuznetsova som Katerina
- Jevgenij Lebedev som Mikhail Kutuzov
- Jurij Rytjkov som Popov